# Maurice Horsthuis
Maurice Horsthuis (Breda, 28 april 1948) is een Nederlandse jazz- en avant-garde-muzikant en -componist.

## Biografie
Horsthuis studeerde vier jaar klassiek altviool in Tilburg en een jaar elektro-akoestische muziek aan het Sonologie Instituut. In 1972 raakte hij onder de indruk van een concert van Loek Dikker en geïnteresseerd in jazz en in 1974 kwam hij via de Herbie White Combo in bands van Guus Janssen. Hij werkte ook samen met Leo Cuypers. Maarten Altena bracht hem in 1977 naar zijn K'Ploeng-ensemble, dat ook Derek Bailey, Tristan Honsinger en Terry Day omvatte. Het was een lid van het Amsterdam String Trio (met Ernst Reijseger en Ernst Glerum) en het ICP Orchestra. In 1990 richtte hij het Amsterdam Drama op, een ensemble van 19 strijkers en vocalisten, met wie hij in 1993 het gelijknamige album opnam en zijn toneelmuziek uitvoerde.
Sinds 1979 componeert hij theatermuziek o.a. voor de theatergezelschappen Baal and Globe en het Footsbarn Tea Theatre. Voor cellist Yo-Yo Ma schreef hij Yo el rey, een werk voor twee cello's en orkest. Hij dirigeert ook het strijkoctet Elastic Slang, waarvoor hij ook componeert.

## Discografie
- 1982: Misha Mengelberg & ICP Orchestra: Japon Japon (met Peter Brötzmann, Michael Moore, Keshavan Maslak, Toshinori Kondō, Joep Maassen, Wolter Wierbos, Larry Fishkind, Han Bennink)
- 1982: Maarten Altena / Maurice Horsthuis Grand Duo
- 1986: ICP Orchestra: Bospaadje Konijnehol I
- 1986: Amsterdam String Trio: Dodekania
- 1987: ICP Orchestra: Two Programs: Performs Herbie Nichols and Thelonious
- 1989: Amsterdam String Trio: Wild West
- 1993: Amsterdam Drama
- 2000: Amsterdam String Trio: Winter Theme
- 2002: Amsterdam String Trio / Nederlands Jeugd Strijkorkest Lente In de Werkplaats
- 2009: Elastic Jargon Slang met Mark Feldman, Jasper le Clercq, Jeffrey Bruinsma, Heleen van der Hoeven, Benjamin von Gutzeit, Annie Tångberg, Brice Soniano
- 2012: Elastic Jargon Tableau

## Composities
- Dat had je gedroomd voor viool, viola en cello
- Zakkenroller voor viool en piano, 1983
- Yo el rey twee celli en orkest

- Toneelmuziek bij:
  - Kaspar van Peter Handke
  - Figaro lässt sich scheiden van Ödön von Horváth
  - Mutter Courage van Bertolt Brecht
  - Moby Dick volgens Herman Melville
  - A Shakespeare Party volgens William Shakespeare
  - The Man Who Laughs volgens Victor Hugos L'homme, qui rit
  - Der Inspektor volgens Nikolai Gogol
  - Don Juan volgens Molière
  - Romeo und Julia volgens Shakespeare
  - Babylon volgens Michail Bulgakows Der Meister und Margarita